# الولايات المتحدة للسباحة
الولايات المتحدة الأمريكية للسباحة هي الهيئة الوطنية للسباحة التنافسية في الولايات المتحدة، وهي المسؤولة عن اختيار فريق السباحة الأولمبي للولايات المتحدة وأي فرق أخرى تمثل الولايات المتحدة رسمياً، وكذلك التنظيم العام للرياضة وتطبيقها داخل الدولة، وفقًا لقانون الرياضة للهواة، يقع المقر الوطني للولايات المتحدة الأمريكية للسباحة في مركز التدريب الأولمبي الأمريكي في كولورادو سبرينغز (كولورادو).
| الولايات المتحدة الأمريكية للسباحة |                                              |
| الرياضة                            | السباحة                                      |
| الاختصاص                           | وطني                                         |
| الاختصار                           | USA-S                                        |
| تأسست عام                          | 1980                                         |
| الانتماء                           | الولايات المتحدة للرياضيات المائية           |
| المقر                              | كولورادو سبرينغز، كولورادو، الولايات المتحدة |
| الرئيس                             | تيم هنشي (2017-2025)                         |
| رئيس                               | بوب فينسينت                                  |
| الرئيس التنفيذي                    | تيم هنشي (2017-2025)                         |
| المشرف                             | ليندسي بينكو                                 |
| الوزير                             | لوسيندا ماكروبرتس                            |
| الموقع الرسمي                      |                                              |
| www.usaswimming.org                |                                              |

## التاريخ
كانت الولايات المتحدة الأمريكية للسباحة كانت تسمى في الأصل السباحة الأمريكية (USS) عند مغادرتها AAU، وبالتالي هناك العديد من المصطلحات المستخدمة لوصف المنظمة في أوقات مختلفة، وهذه المصطلحات هي: السباحة الأمريكية للولايات المتحدة USA-S، السباحة الأمريكية USS، والسباحة الأمريكية US قبل وجود "USS" و"AAU"، أو اتحاد الرياضيين الهواة، عملت الهيئة الإدارية للسباحة والرياضات الأخرى في جميع أنحاء البلاد.

## اتحاد الرياضيين للهواة
كان اتحاد الرياضيين الهواة (AAU) هو المنظمة الرسمية المسؤولة عن إدارة جميع رياضات الهواة في الولايات المتحدة، وتأسست المنظمة عام 1888، تم تكليف اتحاد الرياضيين الهواة رسميًا بتنظيم وتشغيل العديد من الألعاب الرياضية في الولايات المتحدة، وخلال هذا الوقت، كانت السباحة إحدى اللجان في المنظمة ولم تكن هيئة حاكمة مستقلة.
فمكّن قانون الرياضة للهواة لعام 1978 من إدارة الرياضة في الولايات المتحدة من قبل منظمات أخرى بخلاف AUU، وجعل هذا القانون أن كلّ رياضة تنشئ هيئتها الإدارية الوطنية (NGB)، ستكون كل من هذه الهيئات الإدارية جزءًا من اللجنة الأولمبية الأمريكية، ولكنها لا تديرها اللجنة، وهكذا، نشأت السباحة في الولايات المتحدة الأمريكية، من عام 1978 إلى عام 1980، لمسؤوليات الرسمية لتنظيم الرياضة نُقِلَت من لجنة السباحة التابعة ل (AUU) إلى الولايات المتحدة الجديدة للسباحة، بيل ليبمان، آخر رئيس للجنة السباحة، وروس ويلز أول رئيس للولايات المتحدة للسباحة، عملوا معًا لتسهيل الانتقال، أصبحت هذه العملية أكثر إثارة للاهتمام لأن الولايات المتحدة قاطعت الألعاب الأولمبية الصيفية لعام 1980 وخلال هذا الوقت، كانت قيادة الرياضة في حالة تغير مستمر.
لا تزال AAU تحتفظ بالعديد من الفعاليات المائية، لكنها لم تعد الهيئة الإدارية الرسمية لهذه الرياضة.

## الرؤساء
• روس ويلز (1980-1984) - أول رئيس حقيقي للولايات المتحدة الأمريكية للسباحة
• ساندرا بالدوين (1984-1986)
• كارول زالسكي (1986-1990، 1994-1998)
• بيل ماكسسون (1990-1994)
• ديل نويبورجر (1998-2002)
• رون فان بول (2002-2006)
• جيم وود (2006-2010)
• بروس ستراتون (2010-2014)
• جيم شيهان (2014-2018)
• بوب فينسنت (2018)
• تيم هينشي (2017-2025)
الرؤساء التنفيذيون
• راي إيسيك (1980-1997)
• تشاك ويلجوس (1997-2017)
• تيم هينشي (2017-2025)

## الموقع
عندما كانت السباحة جزءًا من AAU حتى عام 1981، كان مقر الولايات المتحدة للسباحة في إنديانابوليس إنديانا، في عام 1981، وانتقلت شركة الولايات المتحدة للسباحة إلى موقعها الحالي في كولورادو سبرينغز، في وقت انتقال الشركة عام 1981، كان لديها أربعة موظفين.
في عام 1997، تم الانتهاء من العمل في مقر الولايات المتحدة الأمريكية للسباحة، والذي يعد حاليًا المقر الرسمي للسباحة الأمريكية.
من خلال المقر الوطني، تقدم المنظمة برامج وخدمات مختلفة لأعضائها وداعميها والمنتسبين والجمهور المهتم، وهذا يشمل البرامج التعليمية وأنشطة جمع التبرعات والمعلومات العامة والمنشورات والموارد وبرامج الطب الرياضي، وكلها تتعلق بالرياضة السباحة.

## الهيكل التنظيمي
هناك العديد من الأجزاء والمستويات التي تشكل السباحة الأمريكية، فهناك مستوى الهيئة الإدارية (الوطنية)، ومستوى المنطقة (الإقليمية)، ومستوى لجنة السباحة (المحلية / الولاية).

### الرياضة الآمنة
برنامج السباحة الآمنة في الولايات المتحدة الأمريكية، أنشأها المدير التنفيذي للسباحة في الولايات المتحدة الأمريكية تشاك ويلجوس، صُمِّمَ لزيادة الوعي وتقليل المخاطر ومساعدة الرياضيين في منعهم من التعرض للإيذاء الجنسي، يتضمن البرنامج تدريبًا إلزاميًا، وفحص الخلفية، والوعي العام بعلامات التحذير، تتطلب السباحة الأمريكية تدريبًا إلزاميًا مجانيًا للأعضاء والمتطوعين الذين يعملون مع الرياضيين، بالإضافة إلى توفير تدريب مجاني للرياضيين وأولياء الأمور لزيادة حماية السباحين من سوء المعاملة.
حتى الآن، حظرت الولايات المتحدة للسباحة أكثر من 100 مدرب لانتهاكهم مدونة قواعد السلوك الخاصة بالسباحة الأمريكية.
تشجع الولايات المتحدة للسباحة أي سباحين أو آباء يشتبهون في أي إساءة أو سلوك غير لائق للتقدم إما عن طريق الاتصال بمسؤول حماية الرياضيين أو تسجيل شكوى من سوء السلوك الجنسي أو الإساءة المتعلقة بالسباحة الأمريكية من خلال نظام الإبلاغ عبر الإنترنت، تتضمن عملية الشكوى عمل السباحة الأمريكية مع محقق من طرف ثالث للتحقيق الفعال والشامل في جميع شكاوى سوء المعاملة.

### الهيئة الحاكمة الوطنية
الهيئة الحاكمة الوطنية (NGB) للسباحة في الولايات المتحدة هي امتداد للجنة الأولمبية الأمريكية، في حين أن جميع فرق السباحة المنفصلة، LSC، والمناطق لا تشكل NGB رسميًا، إلا أنهم جميعًا أعضاء ويخضعون لقوانين NGB.
يتكون NGB من أعضاء فريق الولايات المتحدة للسباحة وأعضاء متطوعين في مجلس الإدارة، مكتب الرئيس هو رئيس مجلس الإدارة وهو المسؤول عن التوجيه العام للسباحة الأمريكية، الرئيس التنفيذي هو رئيس الموظفين الموجودين في المقر الوطني في كولورادو سبرينغز في مركز التدريب الأولمبي، وهو المسؤول عن العمليات اليومية للمنظمة على المستوى الوطني.
تعد NGB مسؤولة عن جميع جوانب السباحة في الولايات المتحدة الأمريكية تقريباً، والسباحة في الولايات المتحدة بشكل عام، أهم مسؤولياتها هي وضع قواعد الرياضة في الولايات المتحدة، تسترشد الهيئة الدولية الحاكمة للرياضات المائية (FINA) بهذه القواعد، تضع FINA القواعد التي يجب اتباعها على مستوى جميع الاجتماعات الدولية، تتبع الولايات المتحدة الأمريكية للسباحة وفقًا لذلك لجعل قواعد السباحة الأمريكية تتطابق مع قواعد FINA؛ ومع ذلك، ليس من الضروري من الناحية النظرية، يمكن أن يضع NGB قواعده كما يشاء وأن يلتقي كل المستوى الوطني ويتبع تلك القواعد أدناه، ولكن لن يكون له اختصاص على المستوى الدولي الاجتماعات التي تعقد داخل حدود الولايات المتحدة، ويجب أن يكون مثل هذا الاجتماع إتباع قواعد FINA.

### لجنة السباحة المحلية
لجنة السباحة المحلية (LSC) هي المستوى المحلي للولايات المتحدة الأمريكية للسباحة، كل LSC هو هيئة مستقلة، مع كون كل فرد عضوًا في السباحة الأمريكية، على الرغم من أن الجميع يعملون نيابة عن الولايات المتحدة الأمريكية للسباحة على المستوى المحلي، هي المنظمة الإدارية المحلية المسؤولة عن التسجيل والدعم والإدارة لنوادي السباحة الأعضاء في الولايات المتحدة الأمريكية في منطقتهم المحددة، سُجّل أكثر من 3100 نادي سباحة في جميع أنحاء الولايات المتحدة لدى الولايات المتحدة الأمريكية للسباحة من خلال LSCs.
منح LSC عقوبات السباحة الأمريكية على اجتماعات السباحة في منطقتهم، تسمح العقوبة من LSC بإجراء لقاء وفقًا لقواعد السباحة الأمريكية، LSC هي المسؤولة عن تطبيق هذه القواعد في الاجتماع، يقوم LSC بذلك من خلال تدريب المسؤولين للقاء، وهؤلاء المسؤولون هم عادةً آباء السباحين والمتطوعين، والقواعد الفنية للسباحة في الولايات المتحدة الأمريكية هي نفسها لجميع LSCs كما هو منصوص عليه من قبل الولايات المتحدة الأمريكية للسباحة، وهذا يسمح لمسؤول في LSC واحد للعمل في LSC آخر دون الحاجة إلى تعلم مجموعة جديدة من القواعد، يمكن القيام بذلك لأنه على الرغم من أن كل LSC قد يكون لها مجموعة القواعد الخاصة بها، إلا أنها لا تختلف فيما يتعلق بالسكتات الدماغية الفعلية.
عادة ما تكون LSC مسؤولة عن دولة بأكملها، ومع ذلك، فإن العديد من الولايات الكبرى (مثل كاليفورنيا وتكساس وبنسلفانيا وغيرها) لديها العديد من LSCs داخل حدودها، ومن المفترض أن يكون حجم LSCs متماثلًا تقريبًا تسمح لسفر أسهل بين اللقاءات، والنتيجة هي أنه بينما تميل الحدود إلى اتباع حدود الدولة، فهذه ليست قاعدة. ويوجد حالياً في البلاد 59 LSCs.

## اللقاءات
هناك عدة أنواع ومستويات مختلفة من اللقاءات، وكلها باستثناء المستوى الأعلى تديرها الأندية الفردية ولجنة السباحة المحلية، فيما يلي قائمة بأنواع اللقاءات، المبينة من المستوى الأدنى والأكثر شيوعًا إلى المستوى الأعلى والأقل شيوعًا.

### اجتماع مزدوج، ثنائي مزدوج، ثلاثي، رباعي، إلخ.
اللقاء المزدوج هو لقاء يتم فيه تصنيف كل حدث فردي بناءً على كيف يسبح السباحون الفرديين في الفريق، يقتصر بشكل عام على الفريقين، ولكن يمكن أن تحتوي الأشكال المختلفة على المزيد، في اللقاء المزدوج، وهناك دائمًا حد لعدد الأحداث التي يمكن لشخص معين السباحة فيها، عادةً أربعة، ولعدد السباحين الذين يمكن لفريق معين دخولهم، تُغلق إدخالات اللقاء عند دخول الحد الأقصى لعدد الأشخاص. بشكل عام، توجد حرارة واحدة فقط في كل حدث ويتبادل كل فريق الممرات بحيث يسبح كل فريق في نصف حمام السباحة، بغض النظر عن سرعة كل سباح، في حين أن هذا النمط من اللقاءات غير شائع بشكل عام بالنسبة لنوادي السباحة الأمريكية الفردية، إلا أنه الأكثر شيوعًا في السباحة بالمدارس الثانوية (NFHS)، والسباحة YMCA، والسباحة الجامعية (NCAA)، وسباحة الدوري الصيفي. دائمًا ما تكون اجتماعات هذا التنوع منخفضة المستوى نظرًا لأن معايير وقت الدخول لا يتم تطبيقها تقريبًا لدخول الاجتماع، ومع ذلك يمكن أن يكون مستوى عالٍ إلى حد ما عندما يكون كلا الفريقين المشاركين سريعًا جدًا ولديهما سباحون رفيعون المستوى حصريًا، كما هو الحال مع السباحة الجامعية.

### لقاء الدعوة
لقاء الدعوة هو لقاء مع العديد من الفرق والسباحين وهو أكثر من اللقاء مزدوج، يأتي مصطلح «الدعوة» من حقيقة أن حضور الفريق لهذا النوع من اللقاءات، وكان لا بد من دعوة الفريق للحضور من الفريق المضيف، ولكن الآن هو مصطلح عام لهذا النمط من اللقاءات (على الرغم من أنه لا تزال هناك اجتماعات عرضية مخصصة للمدعوين فقط) تلتقي بهذا التنوع عمومًا مئات السباحين والعديد من الفرق والعديد من الأحداث المختلفة، ضمن تعريف لقاء الدعوة، هناك العشرات من الأنماط المختلفة لتسجيل النقاط ووضعها ولكن الطريقة القياسية موصوفة هنا، تلتقي جميع مستويات أسلوب السباحة باستخدام أسلوب الدعوة مرة واحدة على الأقل خلال موسمها (عادةً ما يكون بمثابة لقاء بطولة لجميع الأندية في الدوري)، ولكن تستخدم أندية الولايات المتحدة الأمريكية للسباحة هذا اللقاء بشكل حصري تقريبًا نظرًا لوجود عدد قليل جدًا من البطولات في الولايات المتحدة للسباحة وإنها بمثابة عصبة عملاقة واحدة، معظم اجتماعات هذا النمط ليس لها حدود لعدد السباحين الذين يمكن لدخولهم للفريق، وتحد فقط من عدد المرات التي يمكن للسباح أن يسبح فيها من أجل جعل تدفق اللقاء أمرًا يمكن التحكم فيه، يمكن أن يكون التقاء هذا النمط على أي مستوى من مستويات السباحة نظرًا لأن كل المستويات الأعلى تلتقي باستخدام هذا النمط من الالتقاء مع تطبيق قواعد أكثر تقييدًا، عادةً ما لا يكون لمقابلة هذا النمط معايير وقت الدخول، ولكن يمكن أن تجعلها تقلل من حجم اللقاء، أو ترفع مستوى المنافسة.

### بطولات LSC
فوضت كل لجنة سباحة محلية (LSC) بأن يكون لها موسم ينتهي ببطولات مرتين في السنة لكل من السباحين من الفئة العمرية (الأصغر) وكبار السن (بدون متطلبات العمر)، قسم معظم LSC هذه إلى قسمين منفصلين، أسلوب اللقاء هو لقاء دعوة مفتوح فقط لفرق النادي داخل LSC، بشكل عام تقريبًا تُطبق المعايير وقت الدخول بحيث يمكن فقط للسباح ذي المستوى الأعلى من LSC الحضور؛ وفقط عدد قليل من LSCs الأصغر ليس لديها معيار زمني. تحدد كل LSC معايير الوقت الخاصة بها (نظرًا لاختلافات حجم LSC)، وبالتالي فإن مستوى المنافسة في الاجتماع ليس هو نفسه تمامًا في جميع أنحاء البلاد، عادةً ما يكون هذا النمط هو تنسيق تمهيدي / نهائي، الفئات العمرية الشائعة هي 10 وما دون،11-12، 13-14، 15 وما فوق ، والمعروفة أيضًا باسم كبار السن.

### بطولة المنطقة / الأقسام
كما ذكرنا من قبل، هناك أربع مناطق و 59 LSCs في البلاد، في حين أن بطولة LSC هي لقاء رفيع المستوى، فإن بطولات المنطقة / القطاعية هي أعلى من ذلك، هذه الاجتماعات هي أيضًا ذات تنسيق دعوة، ولكن معايير وقت الدخول أعلى حتى أن أسرع سباحين من المناطق هم فقط المؤهلون، اجتماعات المنطقة والقطاعات من نفس مستوى المنافسة، ولكنها تخدم أغراضاً مختلفة، اجتماعات المنطقة مخصصة للسباحين من الفئة العمرية والإجتماعات المقطعية مخصصة لكبار السباحين، في حين أن النية هي أن يكون لديك بطل واحد للمنطقة بأكملها، إلا أن هذا غير ممكن بشكل عام لأن تحقيق هذا المستوى المرتفع من مستوى المنافسة، سيكون هناك اختلاف بسيط جدًا بين هذا المستوى والمستوى التالي، لذلك يمكن لأوقات الدخول فقط بسرعة، وبالتالي يوجد في بعض الأحيان عدد كبير جدًا من السباحين المؤهلين لهذا اللقاء ليكون لديهم لقاء واحد فقط في المنطقة، حاليًا منطقة الولايات الوسطى هي الوحيدة التي لديها أكثر من بطولة منطقة واحدة (سباحو الفئة العمرية)، وجميع المناطق الأربع بها بطولات قطاعية متعددة (كبار السباحين)، بعد اجتماع المنطقة للسباحين من الفئة العمرية ، قد يتأهل البعض إلى صغار المواطنين.

### سلسلة سباحة محترفة
سلسلة سباحة محترفة (PSS)، المعروفة سباق الجائزة الكبرى سبيدو، هي سلسلة من 7 لقاءات تقام على مدار الموسم، تقام إما في ساحات الدورات القصيرة (SCY) أو عدادات الدورة الطويلة (LCM). يتسابق السباحون في مسافات أولمبية وغير أولمبية، لكنهم يحصلون فقط على نقاط للمسافات الأولمبية، يحصل المركز الأول على 5 نقاط و1000 دولار، ويحصل المركز الثاني على 3 نقاط و600 دولار، والمركز الثالث يحصل على 1 نقطة و200 دولار، السباح الذي يجمع أكبر عدد من النقاط بنهاية السلسلة يربح مكافأة قدرها 10000 دولار، ويمكن لأي سباح من أي جنسية المنافسة في PSS ولكنه غير مؤهل للحصول على بعض الجوائز، في عام 2017، لم يرغب الراعي الرئيسي لـ PSS Arena، في أن يكون صاحب حقوق الملكية بعد الآن ، لذلك تولى TYR منصب الراعي الرئيسي بدءاً من عام 2018.

### البطولة الوطنية/بطولة الولايات المتحدة المفتوحة
هناك بطولة وطنية واحدة فقط في ختام كل موسم في جميع أنحاء البلاد، البطولات الوطنية هي أيضًا ذات تنسيق لقاء دعوة وتقدم منافسة عالية المستوى للغاية، فقط نسبة صغيرة جدًا من الأشخاص الذين يسبحون سوف يصلون إلى هذا المستوى المرتفع من المنافسة، يستخدم هذا اللقاء بشكل عام لتحديد الفريق الوطني الأمريكي على مستوى دولي مختلف يجتمع كل عام، ولكنه لا يستخدم لتحديد الفريق الأولمبي الأمريكي، حاليًا هناك بطولتان وطنيتان كل عام، لكن بطولات الربيع كانت تقليديا ذات مستوى أدنى بكثير من المنافسة من البطولات الصيفية، هذا لأن بطولات الربيع قريبة جدًا من بطولات NCAA وحقيقة أن بطولات الربيع نادراً ما تستخدم كلقاءات اختيار للفرق الوطنية.
في العديد من الرياضات الأخرى، تُعرف البطولة الوطنية للرياضة باسم «بطولة الولايات المتحدة المفتوحة» وبينما كان للسباحة مستوى وطني عالٍ جدًا يلتقي بهذا الاسم كل عام، وكان مجرد لقاء رفيع المستوى وليس بطولة وطنية، انتهى هذا اللقاء المحدد في عام 2006 واستبدل ببطولة الربيع/الشتاء الوطنية المعاد صياغتها، نظرًا لعدم وجود لقاء «بطولة الولايات المتحدة المفتوحة» بالشكل القديم ، فقد بدأ يطلق على البطولات الوطنية (تحديدًا صيف 2008) لقب «بطولة الولايات المتحدة المفتوحة» لجعلها تتماشى مع تسمية الرياضات الأخرى.

### المحاكمات الأولمبية الأمريكية
تقام المحاكمات الأولمبية مرة كل 4 سنوات، نظرًا لأن هذا اللقاء يقدم مثل هذه الجائزة المرغوبة (مكان في الفريق الأولمبي الأمريكي) فإنه لا يفشل أبدًا في جذب الأسرع على الإطلاق في رياضة السباحة في الولايات المتحدة، لهذا السبب فإن معايير وقت الدخول أسرع من البطولات الوطنية، ومع ذلك على الرغم من أن هذا اللقاء أسرع وسيقدم في الواقع مؤشرًا أكثر صدقًا لمن هو أسرع سباح في الولايات المتحدة، فإن الفائز في كل حدث في هذا اللقاء لا يُعتبر رسميًا بطلًا وطنيًا وهذا اللقاء لا يُعقد في مكانه، من البطولات الوطنية كل 4 سنوات (على الرغم من أن المواطنين لا يُقامون عمومًا عند إجراء المحاكمات الأولمبية أو تجارب الاختيار الأخرى). ومع ذلك بالنسبة لعام 2008، كان الفائزون في التجارب الأولمبية بالفعل بطلًا وطنيًا، حيث حللت المحاكمات مكان لقاء البطولة الوطنية لعام 2008. ومن غير الواضح ما إذا كان هذا سيستمر في التجارب المستقبلية، على عكس جميع اجتماعات السباحة الأمريكية الأخرى، فإن جنسية الولايات المتحدة مطلوبة للتنافس في هذا اللقاء حيث يُسمح فقط لمواطني الولايات المتحدة بتمثيل الولايات المتحدة في الألعاب الأولمبية، كما تخضع التجارب الأولمبية لمتطلبات فريدة من نوعها صادرة عن USOC.
في عام 2021، أطلقت الولايات المتحدة للسباحة هيكلًا ثنائي الموجة للتجارب الأولمبية الأمريكية 2020 استجابة لمتطلبات التباعد الاجتماعي بسبب جائحة كوفيد-19، تم تقسيم الحدث إلى لقاءين، تسمى الموجة الأولى والموجة الثانية، وقد عقد في مواعيد مختلفة في نفس المكان في يونيو 2021 ، التصفيات المختارة من الموجة الأولى تقدمت إلى الموجة الثانية، اختير فريق السباحة الأولمبية الأمريكية لعام 2020 من المشاركين في الموجة الثانية.
تُعقد المحاكمات أيضًا لبطولات العالم وألعاب عموم أمريكا وألعاب الجامعات العالمية، عادةً في لقاء البطولة الوطنية.

## سجلات الفئات العمرية الوطنية
تحتفظ الولايات المتحدة الأمريكية للسباحة بقائمة من السجلات الحالية للسباحين الأمريكيين الذين تبلغ أعمارهم 18 عامًا والأصغر سناً تسمى سجلات المجموعة العمرية الوطنية (NAG)، الأرقام القياسية هي أسرع السباحة التي يقوم بها السباح الأمريكي للفئة العمرية والجنس والحدث المحدد، وتُحتفظ بسجلات NAG لساحات الدورة القصيرة وعدادات الدورة الطويلة، لكل من المسافات، يكون تقسيم الفئات العمرية للأحداث الفردية هو نفسه بالنسبة للأولاد والبنات: 10 وأقل، و11-12، و13-14، و15-16، و17-18 عامًا، تغطي سجلات NAG للمرحلات فئة عمرية واحدة، تتراوح من 15 إلى 18 عامًا، وتشمل الفتيات والفتيان وسجلات الترحيل المختلطة.